# Club Atlético Central Norte Argentino
El Club Atlético Central Norte Argentino, o simplemente conocido como Central Norte, es una institución deportiva de la ciudad de Resistencia, capital de la Provincia del Chaco, Argentina. Fue fundado el 17 de octubre de 1926 y su principal disciplina deportiva es el fútbol.
Se fundó a partir de un grupo de obreros y mecánicos de los talleres del Ferrocarril Central Norte Argentino (hoy Ferrocarril General Belgrano), quienes se propusieron la creación de un club para fomentar la práctica deportiva del fútbol. Inicialmente fue llamado "Club Sportivo Central Norte", en homenaje al citado ferrocarril, mientras que sus primeras camisetas eran de color negro, representando el color de las locomotoras. Debido a los orígenes laborales de sus fundadores, fue que este club recibió su apodo distintivo: "El Ferroviario". Tras haber perdido en forma temporal su personería jurídica, en 1932 adoptó de forma definitiva su actual denominación, mientras que su indumentaria cambió sus colores a los actuales, consistiendo en una camiseta blanca, con una franja horizontal media en color azul oscuro.
En la actualidad, además de la práctica profesional del fútbol (en sus variantes masculina y femenina), en sus instalaciones se pueden desarrollar otros deportes como baloncesto, vóleibol, hockey, taekwondo y gimnasia artística.
Con relación a la actividad futbolística, está afiliado a la Liga Chaqueña de Fútbol, entidad de la que supo proclamarse 5 veces campeón de su primera división, siendo su última consagración en el Oficial de Primera División 2007.
Al mismo tiempo y debido a sus actuaciones en el ámbito local, supo participar en los torneos nacionales de ascenso, para clubes indirectamente afiliados a la AFA, destacándose sus participaciones en el Torneo Argentino B, el Federal B o el Torneo del Interior.
Oficia de local en su propio estadio, bautizado como "El Coqueto de las Avenidas" y ubicado en la intersección de las avenidas Castelli y Las Heras, frente al solar que actualmente ocupa el Campus Resistencia de la Universidad Nacional del Nordeste y en el que en años anteriores funcionó el complejo polideportivo en el que se originó el Club Atlético Regional, su clásico rival de liga. Desde el año 2020, este estadio se encuentra en obras de remodelación, a la espera de la finalización de su obras. Al mismo tiempo, la dirigencia del club anunció la pretensión de reinaugurarlo, bautizándolo en forma oficial como "Estadio El Gran Capitán", en homenaje a la histórica formación ferroviaria del Ferrocarril General Urquiza.
Con respecto a esto último, Central Norte mantiene una rivalidad histórica con el Club Regional, disputando el histórico "Clásico de las Vías", denominado así en referencia a los orígenes de ambas instituciones a la vera de las vías del ferrocarril.

## Plantilla 2023
Plantilla de Central Norte correspondiente a la temporada 2023.

## Plantilla Reserva 2023
Plantilla Reserva de Central Norte correspondiente a la temporada 2023.

## Estadio
El “Ferroviario” tuvo dos estadios a lo largo de su historia: el primero se emplazó entre las calles Franklin, Colón, Cervantes y Avenida San Martín. Ese terreno baldío era utilizado para la práctica del fútbol, hasta que en 1954 se inauguró el “Eva Perón”, que sería su casa hasta 1998.
“El viejo estadio” es recordado por sus tribunas de madera y la platea techada a la que podían acceder los socios. También guarda una gran carga emocional, porque fue el epicentro de los festejos de todas sus vueltas olímpicas, con excepción de los títulos de 2007. A fines del siglo XX llegó a un acuerdo con el gobierno de la Provincia de ceder el predio donde se encontraba el estadio para la Construcción de una escuela secundaria. A su vez el gobierno le perdonó las deudas que tenía el club y le ofreció un terreno (frente a la Universidad Nacional del Nordeste) donde poder erigir su nueva casa.
Así comenzó la historia de “El Coqueto de las Avenidas”, inaugurado en 2002, que está emplazado en la intersección de las Av. Las Heras y Castelli, donde actualmente se levanta un estadio para 5.000 personas, la sede social, un playón deportivo y un flamante miniestadio cubierto.

## Rivalidades

### Clásico de las Vías
Es el duelo que enfrenta a Central Norte, con el Club Atlético Regional. Fundado en 1926, el CACNA surgió de la base de un grupo de obreros y mecánicos de los talleres del Ferrocarril Central Norte Argentino (hoy Ferrocarril General Belgrano), ubicados sobre la intersección de las calles Rodríguez Peña y Lisandro de la Torre, junto a la Estación Central de Trenes de Resistencia. Fue por ello que el club adoptó su denominación y sus jugadores comenzaron a ser conocidos como Los Ferroviarios. Por su parte, Regional había sido fundado en 1933, a partir de un grupo de directivos y funcionarios del Hospital Regional (de allí el nombre del club) y directivos y obreros de la Fábrica de Aceites "La Comero", instalada en la intersección de las Avenidas Castelli y Las Heras, vecino a la citada estación de trenes. Debido a que la Fábrica recurría a los trenes expresos, para poder sacar su producción o movilizar su materia prima, de esa alternativa fue que surgió el apodo distintivo de Regional: "El Expreso". Debido a esa cercanía, las disputas entre los operarios ferroviarios y los de la fábrica de aceites comenzó a crecer, dando origen a esta rivalidad clásica. El enfrentamiento se extendió hasta el presente, aunque a pesar de que ambas instituciones supieron tener participaciones en categorías nacionales de ascenso, el duelo sólo tuvo sus capítulos en el ámbito de la Liga Chaqueña de Fútbol.
Actualmente,el historial va así:
Victorias Central Norte Argentino:19
Empates:10
Victorias Regional:11.

## Palmarés
- Liga Chaqueña de Fútbol (5): 1963, 1988, Apertura 1997, Apertura 2007, Oficial 2007